# Vicente María Vera de Aragón, książę de la Roca (obraz Francisca Goi)
Vicente María Vera de Aragón, książę de la Roca (hiszp. Marqués de Sofraga) – obraz olejny hiszpańskiego malarza Francisca Goi. Portret przedstawiający polityka i wojskowego Vicentego Maríę Vera de Aragón, księcia de la Roca i markiza de Sofraga znajduje się w kolekcji San Diego Museum of Art.

## Okoliczności powstania
Lata 90. XVIII wieku były dla Goi okresem transformacji stylistycznej i intensywnej aktywności malarskiej. Obraz powstał ok. 1795 roku, zaledwie trzy lata po ataku ciężkiej choroby, w wyniku której Goya prawie rok walczył ze śmiercią, paraliżem i ślepotą. Doszedł do zdrowia tylko częściowo, pozostał jednak głuchy do końca życia. Szybko wrócił do pracy, mimo że nadal odczuwał następstwa choroby. Starał się przekonać kręgi artystyczne, że choroba nie osłabiła jego zdolności malarskich, gdyż plotki o jego ułomności mogły poważnie zaszkodzić dalszej karierze. Zaczął pracować nad obrazami gabinetowymi niewielkich rozmiarów, które nie nadwerężały jego fizycznej kondycji. Choroba przerwała także jego cieszącą się powodzeniem pracę portrecisty, do której powrócił z zaostrzonym zmysłem obserwacji, być może spotęgowanym przez utratę słuchu. Goya malował członków rodziny królewskiej, arystokracji, burżuazji, duchownych, polityków, bankierów, wojskowych oraz ludzi związanych z kulturą. Często portretował też swoich przyjaciół z kręgu liberałów i ilustrados.
Vicente María de la Vera y Ladrón de Guevara, książę de la Roca i markiz de Sofraga (1729–1813) pochodził z arystokratycznej rodziny z Ekstremadury. Był politykiem i kapitanem generałem wojska oraz członkiem Rady Stanu. Był człowiekiem oświecenia, do jego zainteresowań należały poezja i rysunek, był zasłużonym i honorowym członkiem Królewskiej Akademii Sztuk Pięknych św. Ferdynanda. W 1795 został mianowany dyrektorem Królewskiej Akademii Historii, prawdopodobnie z tej okazji zamówił portret u Goi.

## Opis obrazu
Książę został przedstawiony w półpostaci, na ciemnozielonym, neutralnym tle. Siedzi na krześle obitym zielonym materiałem ze wzorem liścia laurowego i złotymi detalami. Lewą rękę opiera na stole, na którym leżą otwarte książki i plik memoriałów przewiązanych czerwoną tasiemką, nawiązujących do jego oświeceniowych poglądów i pracy intelektualnej. Wydaje się, że właśnie przerwano mu lekturę. Ma na sobie nietypowy biały mundur, być może rodzaj munduru galowego, podobnego do tego z Portretu Valentína Bellvísa. Nosi biało-niebieską wstęgę i krzyż Orderu Karola III oraz krzyż Zakonu Santiago, którego był komandorem. Na szyi ma zawieszony Order Złotego Runa, który Karol IV przyznał mu w 1794 roku. Wszystkie odznaczenia znalazły się na obrazie na życzenie portretowanego. Trzy galony odpowiadające jego wysokiej randze zostały wyhaftowane na czerwonej szarfie noszonej w pasie i na mankietach ozdobionych także koronkami. Pod szyją nosi zawiązany biały krawat, a na głowie perukę odsłaniającą wysokie czoło i związaną z tyłu czarnymi tasiemkami.
Artysta przedstawił księcia jako człowieka pewnego siebie, dumnego i o silnym charakterze. Nie upiększył starczej twarzy modela: namalował wydatny i zdeformowany nos, niemal bezzębne, uchylone usta i powieki opadające pod wpływem wieku. Chłodna elegancja arystokraty jest właściwa dla osoby świadomej własnej doniosłości. Książę spogląda na widza zmęczonymi, lecz dumnymi oczami, zdradzającymi przyzwyczajenie do patrzenia na innych z wysokiej społecznej pozycji.
Goya miejscami stosował szybkie i swobodne pociągnięcia pędzlem np. na krześle i mankietach, a z wielką dokładnością namalował ordery. Technicznie obraz jest zbliżony do Portretu Francisca Bayeu, który prawdopodobnie powstał w tym samym roku.

## Proweniencja
Do 1938 roku znajdował się w posiadaniu rodziny portretowanego. Został nabyty w M. Knoedler & Co. przez siostry Anne R. i Amy Putnam, które podarowały obraz San Diego Museum of Art.